# 鄒承垣
鄒承垣（？—？），江蘇無錫縣人，清朝官員。

## 生平
鄒承垣為雍正十一年（1733年）癸丑科三甲進士。曾任福建南靖縣知縣。乾隆六年（1741年）十月調任臺灣府鳳山縣知縣。乾隆十年（1745年）二月任滿，暫署臺灣府糧補海防通判，同年四月卸任。